# Mount Pleasant (Arima)
Mount Pleasant es una localidad de Trinidad y Tobago, que forma parte del borough de Arima.

## Geografía
La localidad abarca parte de la isla Trinidad y limita al norte con Arima Heights-Temple Village (Tunapuna-Piarco) y Maturita, al sur con Arima, al este con Maturita y al oeste con Calvary Hill.

## Demografía
Datos demográficos de la localidad de Mount Pleasant:
| Gráfica de evolución demográfica de Mount Pleasant entre 2000 y 2011 |
|                                                                      |